# Motsi Mabuse
Pour les articles homonymes, voir Mabuse (homonymie).
 (juin 2018).
Si vous disposez d'ouvrages ou d'articles de référence ou si vous connaissez des sites web de qualité traitant du thème abordé ici, merci de compléter l'article en donnant les références utiles à sa vérifiabilité et en les liant à la section « Notes et références ».
Motsi Mabuse, de son vrai nom Motshegetsi Mabuse, née le 11 avril 1981 à Mankwe en Afrique du Sud, est une danseuse, chorégraphe, femme d'affaires, écrivaine et animatrice sud-africano-allemande. 
Elle est la sœur ainée d'Oti Mabuse, une danseuse professionnelle.

## Biographie
La famille de Motsi Mabuse déménage à Pretoria quand elle a cinq ans. À l'âge de onze ans, elle reçoit des leçons de danse au North-West Arts Council. Elle a fréquenté l'école secondaire Hillview. À l'âge de 17 ans, elle termine ses études et commence à étudier le droit à l'Université de Pretoria pour reprendre le cabinet d'avocats de son père. Rapidement, elle a abandonné ses études au profit de sa carrière de danseuse. Après avoir été vice-championne d'Afrique du Sud en danses latino-américaines, elle est arrivée en Allemagne à l'âge de 18 ans. Depuis 2000, elle vit à Stockstadt am Main.
Au Blackpool Dance Festival en 1999, elle a rencontré le danseur Timo Kulczak. Le couple s'est marié en 2003 et a dansé ensemble jusqu'en 2011 pour le club de danse Schwarz-Weiß-Club Pforzheim dans le groupe principal S-Latein. Leur séparation est annoncée le 13 octobre 2014.
De 2007 à 2010, elle s'exerce en tant que danseuse professionnelle dans l'émission allemande Let's Dance. Elle termine sa carrière de danseuse professionnelle le 23 mai 2014 avec une danse d'adieu dans l'émission diffusée sur RTL Let's Dance.

### Carrière professionnelle et télévisuelle
Elle se fait connaître à l'échelle nationale en 2007 avec la 2e saison de l'émission Let's Dance, dans laquelle elle participe aux côtés de Guildo Horn. Le couple se retire dans la 5e saison et termine 6e.
En 2010, elle participe à la 3e saison aux côtés de Rolf Scheider et atteint la 5e place. Le couple se retire dès la 1re saison, mais on lui accorde une deuxième chance après l'abandon d'Arthur Abraham.
Depuis 2011, Motsi Mabuse est membre du jury pour Let's Dance. En 2015, elle est également membre du jury pour le spin-off de Let's Dance Stepping Out.
Elle fait partie de l'équipe ARD de la Coupe du monde 2010 et fournit des rapports de fond de l'Afrique du Sud,. En 2011, elle remplace Bruce Darnell dans le jury de la 5e saison de Das Supertalent.
En 2016, elle fait ses débuts en tant qu'actrice au 66e Festival de Bad Hersfeld, dans Hexenjagd sous la direction de Dieter Wedel. La même année, elle est membre du jury du RTL II Plus Size Model Casting Show Curvy Supermodel - Echt. Belle. Curvy.
Le 22 juillet 2019, la BBC annonce sa participation en tant que juge à l'émission britannique Strictly Come Dancing dans laquelle sa sœur, Oti, officie déjà en tant que danseuse professionnelle.

## Partenaires de danse célèbres
Entre 2007 et 2010, elle intègre l'équipe de danseurs professionnels de l'émission Let's Dance sur RTL. Elle a pour partenaires :  
| Saison | Partenaire         | Place |
| ------ | ------------------ | ----- |
| 2e     | Guildo Horn        | 6e    |
| 3e     | Rolf Scheider (de) | 5e    |

### Vie privée
Motsi Mabuse a la double nationalité, allemande et sud-africaine. Sa sœur cadette, Otlile Mabuse, est également danseuse et chorégraphe. Elle a participé à Let's Dance en 2016, et vit en Allemagne. De 2003 à 2014, elle fut mariée avec le danseur allemand Timo Kulczak (de), ils divorcent après 11 ans de mariage. Depuis 2015, elle est en couple avec le danseur ukrainien Evgenij Voznyuk, ils sont mariés depuis juin 2017. Le couple dirige une école de danse à Eschborn.

## Télévision

### Animation
- Depuis 2011 : Let's Dance, sur RTL : Juge et Candidate (2007 et 2010)
- 2011 : Das Supertalent (5e saison), sur RTL : Juge
- Depuis 2015 : Stepping Out (en) (1re saison) , sur RTL : Juge
- Depuis 2019 : Strictly Come Dancing, sur BBC One : Juge

### Participation
- 2019 : Grill den Henssler (de) (9e saison, 73 épisode), sur VOX : Candidate
- 2020 : Denn sie wissen nicht, was passiert! (de) (3e saison, 9 épisode), sur RTL : Candidate